# Wackelstein (Loh)

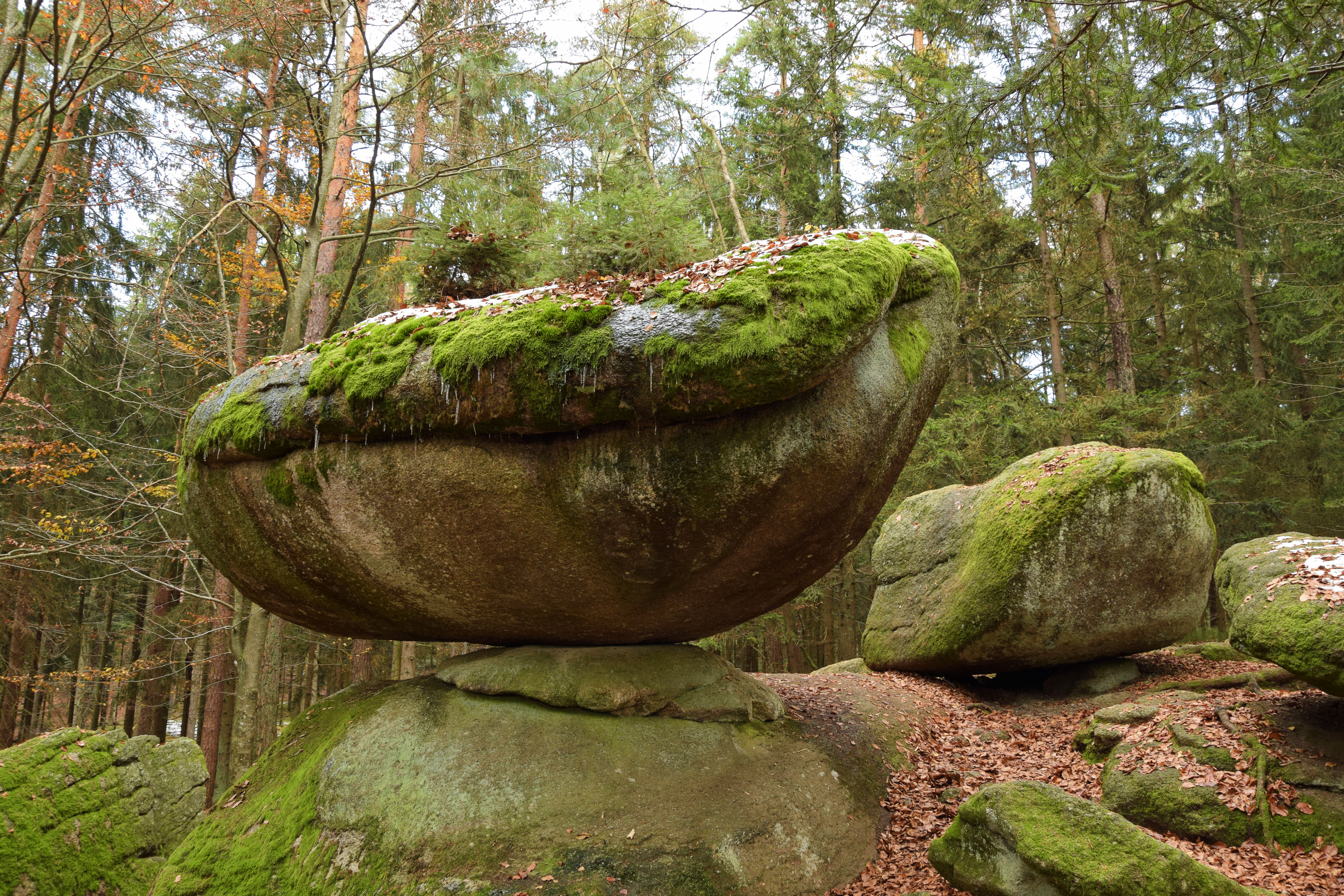
Wackelstein bei Loh im November 2016

Der Wackelstein ist ein Naturdenkmal und Geotop im Wald zwischen den Orten Loh und Entschenreuth auf dem Gebiet der Gemeinde Saldenburg im Landkreis Freyung-Grafenau.

## Beschreibung
Auf einer Anhöhe liegen mehrere große Granitblöcke, wobei der Wackelstein besonders auffallend ist. Er ist ein großer, drei auf vier Meter messender, unten gewölbter, oben leicht abgeflachter Gesteinsblock und ruht auf einer fast ebenen Felsplatte. Der Wackelstein SE von Loh ist im Umweltatlas Bayern unter der Geotop-Nummer 272R005 als wertvoll eingetragen. Er soll rund 50 Tonnen Masse haben und doch von einer einzigen Personen zum Wackeln gebracht werden können.
Granit neigt zur Ausbildung von rundlichen Verwitterungsformen. Aufgrund des typischen Aussehens spricht man von Wollsackverwitterung, die hier zur Entstehung des Wackelsteins führte.